# Базадзе, Сандро Мерабович
Сандро Базадзе  (груз. სანდრო ბაზაძე, род. 29 июля 1993 года, Тбилиси, Грузия) — грузинский фехтовальщик на саблях, чемпион мира 2025 года, двукратный чемпион Европы (2022 и 2023) в личном первенстве.

## Биография
Живёт в Нью-Йорке. Его тренер по фехтованию — Мераб Базадзе. Вместе со своим братом Бекой входит в команду старших саблистов Грузии. Он выиграл золотую медаль на чемпионате мира 2014 года среди юниоров в Бурсе. 
Юный Чемпион Европы 2013 года, первый грузин, выигравший этот титул, и Чемпион Европы до 23 лет в 2014 году. 
В январе 2016 года он был первым грузином, выигравшим второй этап Кубка мира - турнир Istanbul Satellite Tournament, обыграв в финале канадца Джозефа Полоссифакиса.
На чемпионатах Европы 2017 и 2018 годов в личных соревнованиях он дважды удостаивался бронзовой медали.
В 2019 году на чемпионате Европы в Дюссельдорфе уступил в полуфинале российскому спортсмену Камилю Ибрагимову и завоевал бронзовую медаль.
В 2023 году, будучи первым саблистом рейтинга FIE, второй раз подряд завоевал титул чемпиона Европы и стал победителем Европейских игр.
25 июля 2025 года на домашнем чемпионате мира в Тбилиси впервые в карьере стал чемпионом мира, выиграв личное первенство саблистов.